# 毛堪
毛堪（？—？），字公輿，號具茨，直隸蘇州府吳縣人。明朝政治人物。

## 生平
萬歷十九年（1591年）辛卯科應天鄉試舉人，二十六年（1598年）戊戌科進士。除吉安府推官，三十三年升礼部主事，三十六年擢授廣東道監察御史，巡视卢沟桥，本年巡按福建，三十七年丁憂歸。起复原职，四十年巡按雲南，四十四年回京监殿试，巡视大工，监考武举，协理京察，十一月巡按順天，次年丁憂守制。四十八年复除廣東道御史，北京刷卷，天啓元年（1621年）升大理寺左寺丞，二年升右少卿，四年养病。五年起本寺右少卿。
崇禎初，累擢南京光祿寺卿，二年（1629年）升應天府府尹，升太常寺卿，管光禄寺卿事。官至通政使。卒贈工部右侍郎。

## 家族
高祖父毛珵。曾祖毛錫嘏，监生。祖毛存仁，登仕郎。父毛文炳。

## 事跡
毛堪擔任順天巡按御史期間，曾於萬曆四十六年（1618年）在武清縣文廟櫺星门之外，建魁星楼。